# The Buccaneers (série télévisée, 2023)
Pour les articles homonymes, voir The Buccaneers.
The Buccaneers, ou Les Boucanières au Québec, est une série télévisée britannique créée par Katherine Jakeways (en) et réalisée par Susanna White, sortie le 8 novembre 2023 sur le service de streaming Apple TV+,.
Il s'agit de l'adaptation du roman inachevé Les Boucanières de la romancière américaine Edith Wharton, publié à titre posthume en 1938.
Une précédente adaptation télévisée sous forme de mini-série en cinq parties avait été diffusée sur BBC Television en 1995.
Le 19 décembre 2023, la série est officiellement reconduite pour une deuxième saison,.

## Synopsis
Dans les années 1870, cinq jeunes femmes américaines font une arrivée fracassante à Londres pour la saison des débutantes, où elles espèrent rencontrer leurs futurs époux afin d'assurer leur avenir dans la haute société britannique.

## Distribution

### Acteurs principaux
- Kristine Frøseth (VF : Nastassja Girard) : Annabel « Nan » St. George
- Alisha Boe (VF : Loelia Salvador) : Conchita Closson
- Imogen Waterhouse (VF : Marie Glorieux) : Virginia « Jinny » St. George
- Matthew Broome (VF : Théo Frilet) : Guy Thwarte
- Guy Remmers (VF : Guillaume Pottier) : Theodore « Theo », Duc de Tintagel
- Josh Dylan (VF : Maxym Anciaux) : Lord Richard Marable
- Barney Fishwick (VF : Antonin Meyer-Esquerré) : Lord James Seadown
- Aubri Ibrag (VF : Lou Howard) : Elizabeth « Lizzy » Elmsworth
- Josie Totah (VF : Émilie Lehuraux) : Mabel Elmsworth
- Mia Threapleton (VF : Emma Santini) : Honoria Marable
- Christina Hendricks (VF : Caroline Victoria) : Mme Patricia « Patti » St. George
- Amelia Bullmore (VF : Danièle Douet) : Blanche Ushant, la duchesse douairière de Tintagel
- Leighton Meester (VF : Capucine Lespinas) : Eleanor « Nell » Wolfe (saison 2)
- Jacob Ifan : Hector Robinson (saison 2)

### Acteurs secondaires
- Adam James (en) (VF : Pierre Tessier) : le colonel Tracy St. George
- Anthony Calf (VF : Antoine David-Calvet) : Lord Brightlingsea
- Fenella Woolgar (VF : Élisabeth Fargeot) : Lady Brightlinsea
- Simone Kirby (en) : Laura Testvalley, la gouvernante de Nan et Jinny
- Viss Elliot Safavi : Mme Elmsworth, la mère de Lizzy et Mabel
- Francesca Corney : Jean Hopeleigh, la prétendante de Guy (saison 1)
- Shobhit Piasa : Miles Downley
- Mia Scott : Lily
- Lisa Miller-Jacobs : Mme Closson, la mère de Conchita (saison 1)
- Grace Ambrose (VF : Giulia Dussollier) : Paloma Ballardino (saison 2)
- Maria Almeida (VF : Lisa Nyarko) : Cora Merrigan (saison 2)
- Greg Wise : Reede Robinson (saison 2)

 Source et légende : version française (VF) sur RS Doublage

## Production

### Développement
En juin 2022, il est annoncé que Apple TV+ s'apprête à adapter le roman Les Boucanières de la romancière américaine Edith Wharton en série, et que la comédienne et scénariste britannique Katherine Jakeways en sera la scénariste principale, tandis que Susanna White en sera la réalisatrice principale. Dans la foulée, Kristine Frøseth, Alisha Boe, Aubri Ibrag, Josie Totah, Imogen Waterhouse et Mia Threapleton sont annoncées au casting. 
Le 19 décembre 2023, il est annoncé que la série est renouvelée pour une deuxième saison. En octobre 2024, l'actrice américaine Leighton Meester rejoint le casting. En décembre 2024, Greg Wise, Jacob Ifan, Grace Ambrose et Maria Almeida sont annoncés au casting de la deuxième saison.

### Tournage
Le tournage de la première saison a débuté en mars 2022 à Madrid, puis s'est poursuivi dans l'été 2022 en Écosse. Le tournage de la deuxième saison s'est déroulé entre fin mai et début novembre 2024 en Écosse également, mais aussi en Croatie,.

## Épisodes

### Première saison (2023)
La première saison de huit épisodes a commencé sa diffusion le 8 novembre 2023 et s'est terminée le 13 décembre 2023.
1. Poison américain (American Poison)
2. Femmes ou épouses (Women or Wives)
3. Une parfaite duchesse (The Perfect Duchess)
4. Retour au pays (Homecoming)
5. Trahison ratée (Failed Betrayal)
6. C'est noël (It's Christmas)
7. Nouvel an (First footing)
8. Le Mariage de la saison (Wedding of the Season)

### Deuxième saison (2025)
La deuxième saison de huit épisodes est diffusée du 18 juin 2025 au 6 août 2025.
1. La Duchesse de Tintagel (The Duchess of Tintagel)
2. Le Saint Graal (Holy Grail)
3. Chassée (Get Her Out)
4. Une glace (Ice Cream)
5. Le grand amour (A Whole Love)
6. De tout mon cœur (Every Single Piece of My Heart)
7. Veuillez vous lever (All Rise)
8. Elle sait (She Knows)